# Districte de Willisau

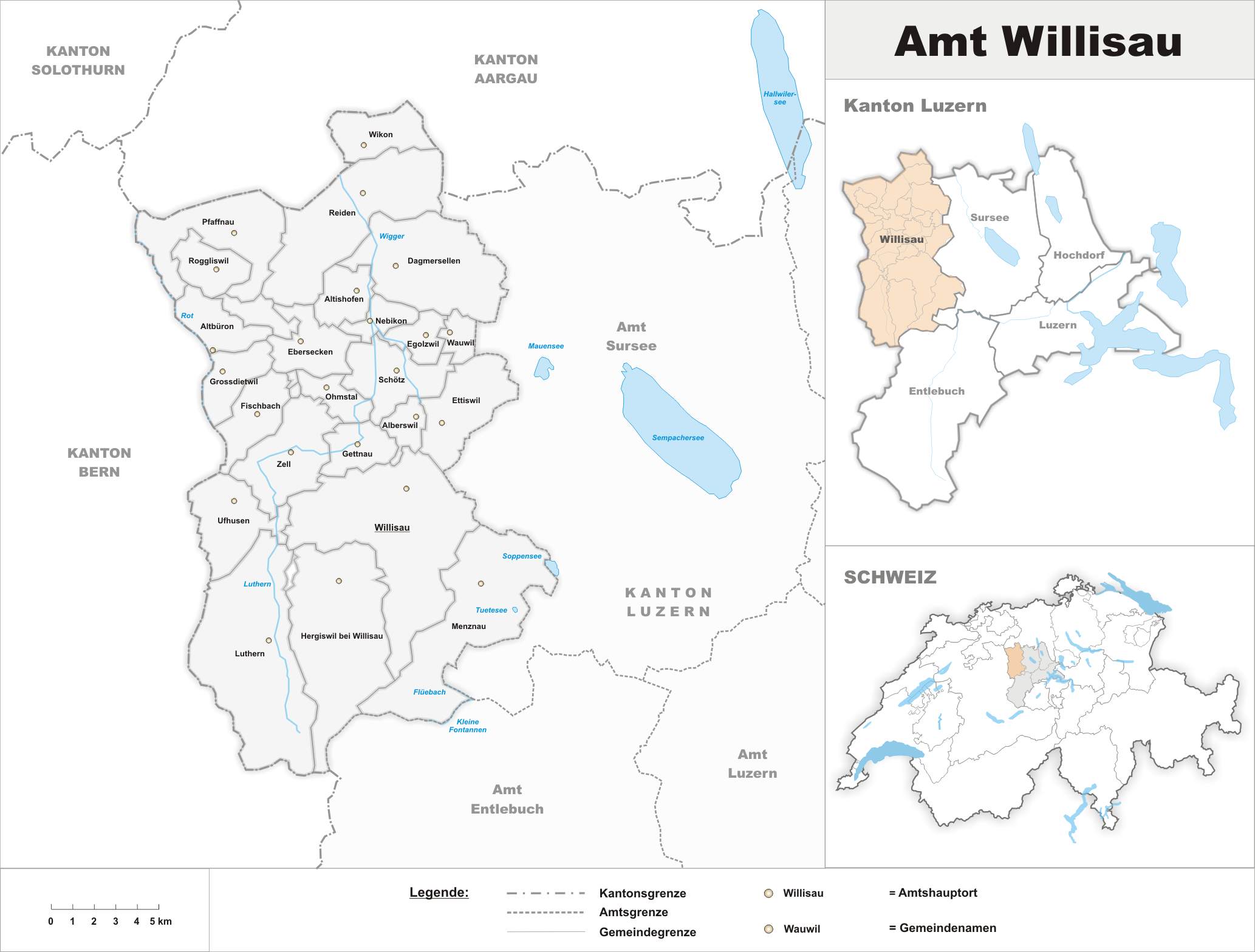
El districte de Willisau

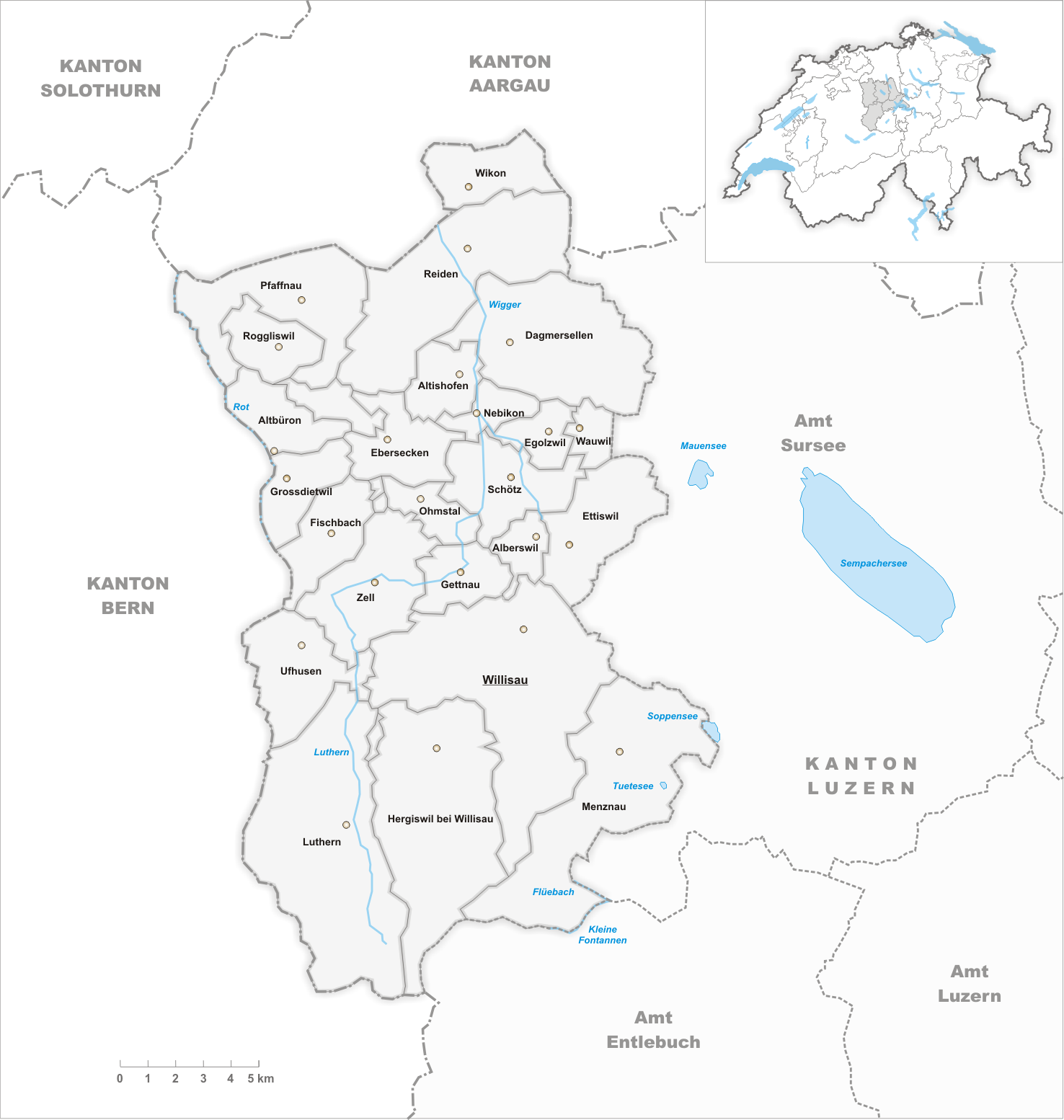
Municipis del districte

El Districte de Sursee és un dels 5 districtes del cantó de Lucerna (Suïssa). Té una població de 47436 habitants (cens de 2007) i una superfície de 336.99 km². El cap del districte és Willisau i està format per 24 municipis.

## Municipis
| Escut        | Municipi               | Habitants (Dez. 2007) | Superfície in km² | Número SFOS |
| ------------ | ---------------------- | --------------------- | ----------------- | ----------- |
| Alberswil    | Alberswil              | 558                   | 3.53              | 1121        |
| Altbüron     | Altbüron               | 904                   | 6.80              | 1122        |
| Altishofen   | Altishofen             | 1'331                 | 5.76              | 1123        |
| Dagmersellen | Dagmersellen           | 4'683                 | 24.00             | 1125        |
| Ebersecken   | Ebersecken             | 415                   | 8.56              | 1126        |
| Egolzwil     | Egolzwil               | 1'271                 | 4.18              | 1127        |
| Ettiswil     | Ettiswil               | 2'253                 | 12.58             | 1128        |
| Fischbach    | Fischbach              | 710                   | 8.05              | 1129        |
| Gettnau      | Gettnau                | 948                   | 6.05              | 1130        |
| Grossdietwil | Grossdietwil           | 813                   | 10.20             | 1131        |
| Hergiswil    | Hergiswil bei Willisau | 1'834                 | 31.04             | 1132        |
| Luthern      | Luthern                | 1'387                 | 37.76             | 1135        |
| Menznau      | Menznau                | 2'740                 | 30.33             | 1136        |
| Nebikon      | Nebikon                | 2'184                 | 3.73              | 1137        |
| Ohmstal      | Ohmstal                | 326                   | 4.43              | 1138        |
| Pfaffnau     | Pfaffnau               | 2'133                 | 17.68             | 1139        |
| Reiden       | Reiden                 | 6'092                 | 27.10             | 1140        |
| Roggliswil   | Roggliswil             | 644                   | 6.21              | 1142        |
| Schötz       | Schötz                 | 3'332                 | 10.84             | 1143        |
| Ufhusen      | Ufhusen                | 838                   | 12.21             | 1145        |
| Wauwil       | Wauwil                 | 1'651                 | 2.96              | 1146        |
| Wikon        | Wikon                  | 1'346                 | 8.30              | 1147        |
| Willisau     | Willisau               | 7'142                 | 41.69             | 1151        |
| Zell         | Zell                   | 1'901                 | 13.91             | 1150        |
|              | Total (24)             | 47'436                | 336.99            | 0305        |

## Fusions de municipis

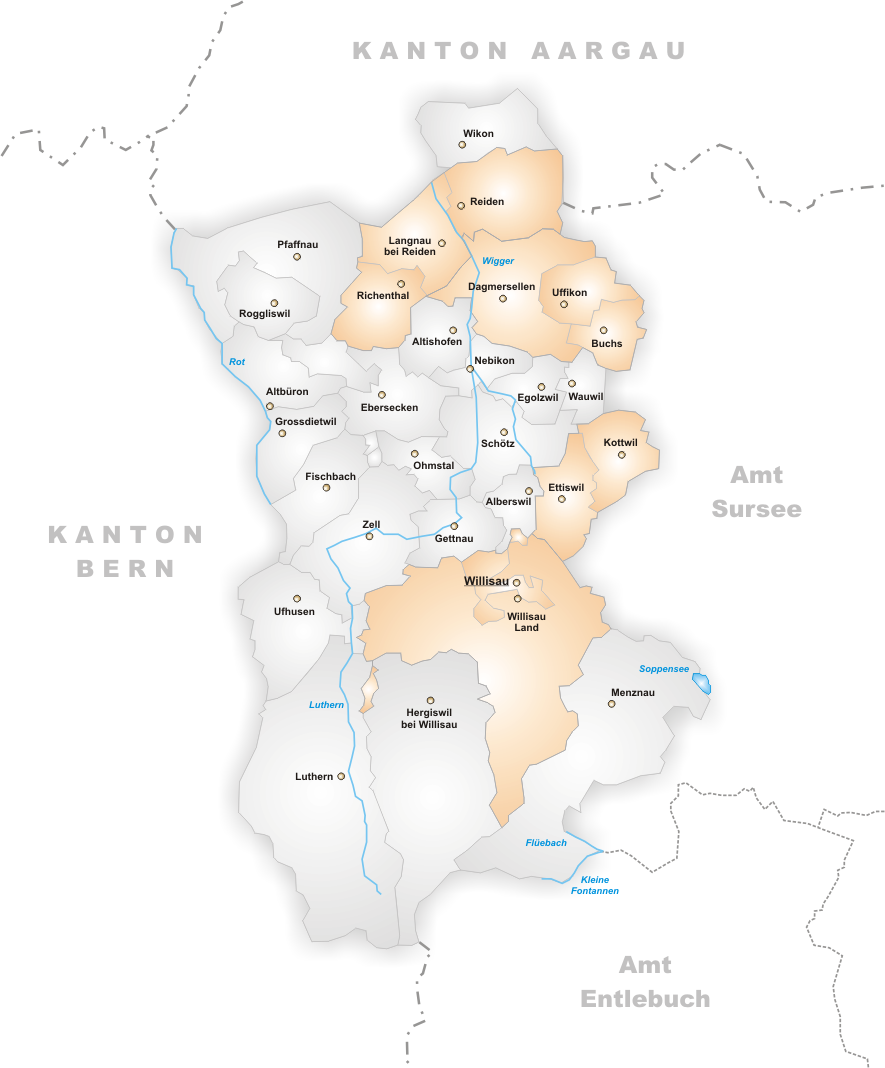
Gemeinden bis 2005

- 2006: Buchs, Dagmersellen i Uffikon → Dagmersellen
- 2006: Ettiswil i Kottwil → Ettiswil
- 2006: Willisau Land i Willisau Stadt → Willisau
- 2006: Langnau bei Reiden, Reiden i Richenthal → Reiden